# Thonis von Palant
Thonis von Palant (auch Thonys, eigentlich Anton, * nach 1431, vor 1446; † 1502) war 1456 bis 1466 Mit-Herr von Reuland, 1460 bis 1472 Pfandherr von Monschau und durch Ehe ab 1487 Herr von Neersen.

## Herkunft und erste Erbteilung von Reuland
Er war der älteste Sohn Johanns des Älteren von Palant († 1444) aus dem rheinischen Adelsgeschlecht Pallandt. Seine Mutter war Agnes von Pyrmont. Er hatte einen Bruder, Gerhard, und drei Schwestern, Margarete, Alveradis und Sophia. Von seinem Vater erbte er (Teilungsvertrag vom 24. Juli 1456), gemeinsam mit seinen Geschwistern Gerhard und Margarete, die Burg Reuland in der Eifel mit der dazugehörigen Herrschaft. Alveradis war zu diesem Zeitpunkt Nonne im Kloster Marienberg bei Boppard, Sophia war anscheinend bereits gestorben. Margarete heiratete 1468 Johann von Hoemen, Burggraf zu Odenkirchen.

## Erste Verlobung und erster Streit um Monschau
Nachdem sein Vater gestorben war, verlobte sich seine Mutter 1446 mit Wilhelm von Sombreffe († 1475), Herr zu Recken und Kerpen, und zugleich wurde der noch minderjährige Thonis mit dessen Tochter Gertrud von Sombreffe verlobt (Eheverträge vom 29. September 1446). Wilhelm von Sombreffe erhoffte sich von der Verbindung einen mühelosen Zugriff auf die palant’sche Pfandschaft Monschau, wogegen Thonis jedoch energisch opponierte. Die Ehe zwischen Gertrud und Thonis wurde nie geschlossen und spätestens 1460 hatte Thonis die Pfandschaft gewaltsam an sich gebracht, auf Vermittlung des Stadtrates von Aachen verzichtete Wilhelm 1461 gegen Abfindung zugunsten Thonis’ auf seine Ansprüche. Die Herrschaft Monschau gehörte eigentlich dem Herzog von Jülich, der sie aber einst gegen Gewährung eines Darlehens an Thonis Vater verpfändet hatte.

## Zweite Erbteilung von Reuland
1466 einigte sich Thonis mit seinen Geschwistern auf eine Aufteilung ihres Gesamthandsvermögens. Gerhard erhielt die Burg und Herrschaft Reuland, während Thonis die Pfandschaft Monschau erhielt und Margarete mit einer Rente abgefunden wurde (Teilungsvertrag vom 9. April 1466).

## Zweite Verlobung und zweiter Streit um Monschau
Um 1466/67 verlobte sich Thonis mit der Tochter von Rasse de La Rivière, dem er kriegerische Hilfe gegen jedermann zusicherte sowie, dass er die Burg Monschau ohne Rasses Zustimmung niemandem übergeben werde. Rasse wurde nun allerdings im Dezember 1467 von Herzog Karl dem Kühnen von Burgund und Luxemburg aus dessen Ländern verbannt und floh nach Frankreich. Thonis sagte sich daraufhin von Rasse los und es kam auch nicht zur Eheschließung mit dessen Tochter. Stattdessen forderte Herzog Gerhard von Jülich-Berg bzw. dessen Ehefrau und Regentin Sophia vom vertragsbrüchigen Thonis die Rückgabe der Pfandschaft Monschau, die Thonis verweigerte. Der Streit eskalierte und 1469 musste Thonis auf der Burg Monschau einer vierwöchigen Belagerung durch den jülicher Herzog standhalten, bis der Oberlehnsherr von Monschau, Herzog Karl der Kühne von Burgund, die Streitparteien zur Einstellung der Kampfhandlungen nötigte und die Streitsache vor seinen herzoglich-burgundischen Rat brachte. Thonis widersetzte sich wiederholt der Autorität des Rates; dieser entschied schließlich zugunsten des Herzogs von Jülich, der gegen Ablösung des Pfandes Monschau 1472 in Besitz nahm und dafür Herzog Karl huldigte.

## Fehden, Ehe und Herrschaft Neersen
Trotz seines Widerstandes behielt Thonis die Gnade Karls des Kühnen und diente ihm weiterhin in militärischen Ämtern. So beteiligte er sich 1473 an dessen Feldzug nach Geldern (Zweiter Geldrischer Erbfolgekrieg) und 1474/75 an der erfolglosen Belagerung von Neuss im Rahmen der Kölner Stiftsfehde.
Um 1476 heiratete Thonis Agnes (oder Anna) von der Neersen, die älteste Tochter des Vogtes Heinrich V. von der Neersen. Mit ihr hatte er eine gemeinsame Tochter, Agnes von Palant.
Nach dem Tod Karls des Kühnen stand Thonis 1480 in der Lütticher Stiftsfehde auf der Seite des von Frankreich unterstützten Wilhelm von der Marck-Arenberg gegen Maximilian von Österreich-Burgund. Vermittlungsversuche des erzbischöflichen Kurfürsten von Köln, dem Lehnsherr von Neersen, blieben erfolglos und die Fehde endete für Thonis erst, als es Maximilian 1485 gelang, ihn gefangen zu nehmen. Er blieb bis spätestens 1487 in Haft. 1490 verhandelte Thonis als kurkölnischer Diplomat gemeinsam mit Graf Vincenz von Moers gegenüber einer französischen Gesandtschaft in Maastricht die endgültige Beilegung der Lütticher Stiftsfehde.
Als sein Schwager Heinrich VI. von der Neersen um 1487 starb, war Thonis Gattin Agnes ebenfalls bereits gestorben. So schloss Thonis 1488 mit Heinrichs Witwe, Grete Grüter, und deren drei noch lebenden Töchtern einen Vertrag ab, nach dem er (als Regent für seine Tochter) die Burg und Herrschaft Neersen erhalten sollte. Zur Herrschaft gehörten damals auch die Vogteien Anrath und Uerdingen.
Seine Tochter Agnes heiratete am 31. Dezember 1499 den in kurkölnischen Diensten stehenden hessischen Ritter Ambrosius von Viermund. Bei Thonis’ Tod im Jahr 1502 trat Ambrosius dessen Nachfolge in Neersen an. Ambrosius’ Nachfahren regierten dort bis 1744.